# 離線
離線（りせん）とは、鉄道車両の集電装置が架線や第三軌条などから離れること。
地上側では、架線の張力が弱い、またはばらつきがある場合、車両側では、速度が高い、集電装置の剛性が低い、重量が大きいなどで集電子の追従性が悪い場合に離線が多くなる。剛体架線や第三軌条のように柔軟性の無い場合も、列車の速度が上がるにつれ離線が増える。

## 電力供給線に対する影響
離線した際、集電装置との間に生じるアークによって架線や第三軌条を損傷させることがある。

## 車載機器に対する影響
離線すると室内灯や空調機器が止まることがある。これは補助電源装置に静止形インバータ（SIV）を使用している車両の場合が多く、電動発電機(MG)では、慣性のため回転数が急激に落ちることは無いため、あまり見られない。
特にJR西日本223系電車1000番台の運用開始直後に消灯と空調の停止が頻発したため、関西では新聞記事で取り上げられるなど問題となった。その後JR西日本が架線を強化するなど対策を施したことにより以前と比べ減ったものの、今でもごく稀に発生することがある。223系には予備灯兼用の蛍光灯が1両に3箇所あり、離線した場合は再び点灯するまで、バッテリーによる給電でそれを点灯させている。

## 回生失効
また、回生ブレーキ装備車の場合は離線による回生失効が問題になる。これを回避するために1編成当たり集電装置を2基以上装備することが一般によく行われる。京王6000系電車の2両編成のクハ6750形が、自車が電動車でないにもかかわらずパンタグラフを搭載しているのはその一例である。